# Yamato (Kanagawa)
Yamato (大和市 -shi) é uma cidade japonesa localizada na província de Kanagawa.
Em 2003 a cidade tinha uma população estimada em 218 999 habitantes e uma densidade populacional de 8 093,09 h/km². Tem uma área total de 27,06 km².
Recebeu o estatuto de cidade a 1 de Fevereiro de 1959.